# Sandra López

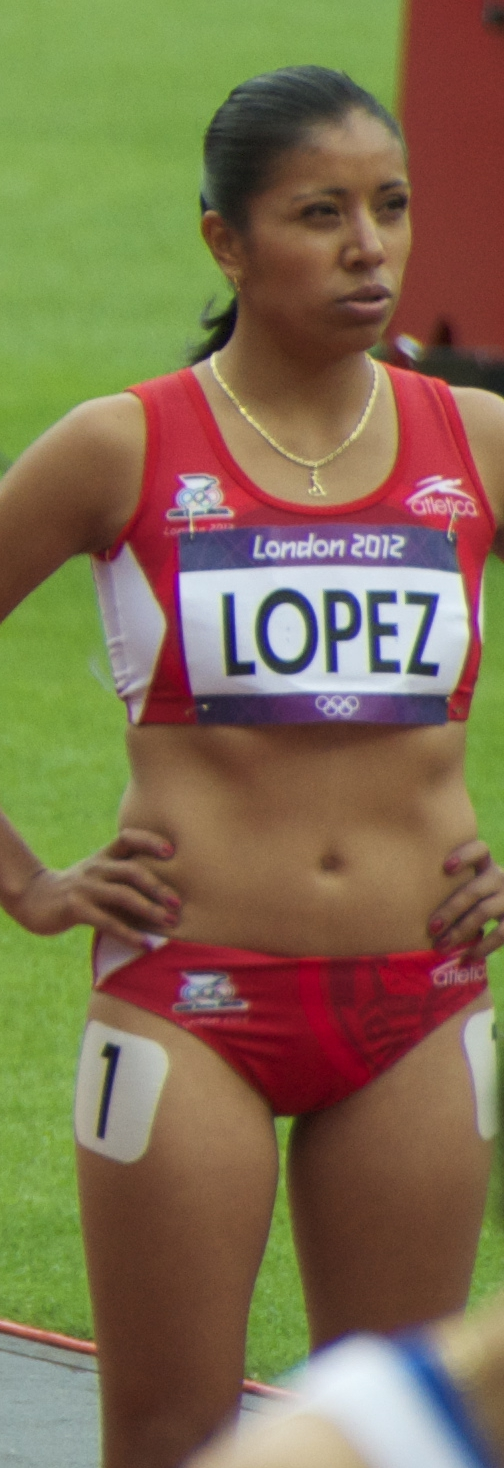
Sandra López (2012)

Sandra López Reyes (* 16. April 1984 in Tlaxcala) ist eine mexikanische Leichtathletin, welche sich auf den 5000-Meter-Lauf spezialisiert hat. Sie nahm für Mexiko 2012 an den Olympischen Spielen teil.

## Karriere
Bei den Panamerikanischen Spielen 2011 startete sie im 5000-Meter-Lauf und im 3000-Meter-Hindernislauf. Als Viertplatzierte verpasste sie über die 5000 Meter knapp eine Medaille. Im 3000-Meter-Hindernislauf belegte sie den sechsten Platz.
Vom Comité Olímpico Mexicano wurde sie für die Olympischen Spiele 2012 in London nominiert und durfte dort im Gegensatz zu den Panamerikanischen Spielen nur im 5000-Meter-Lauf starten. Im Halbfinale über die 5000 Meter scheiterte sie als 16. an der Qualifikation für das Finale.